# Morwell
Morwell est une ville située au centre du Gippsland, une région sans l'est de l'État de Victoria en Australie. Elle est située à 149 kilomètres à l'est de Melbourne dans la vallée Latrobe sur la Princes Highway. Elle compte 13 399 habitants en 2006.
Il semble que le nom de la ville soit d'origine aborigène et signifie possum laineux.

## Historique

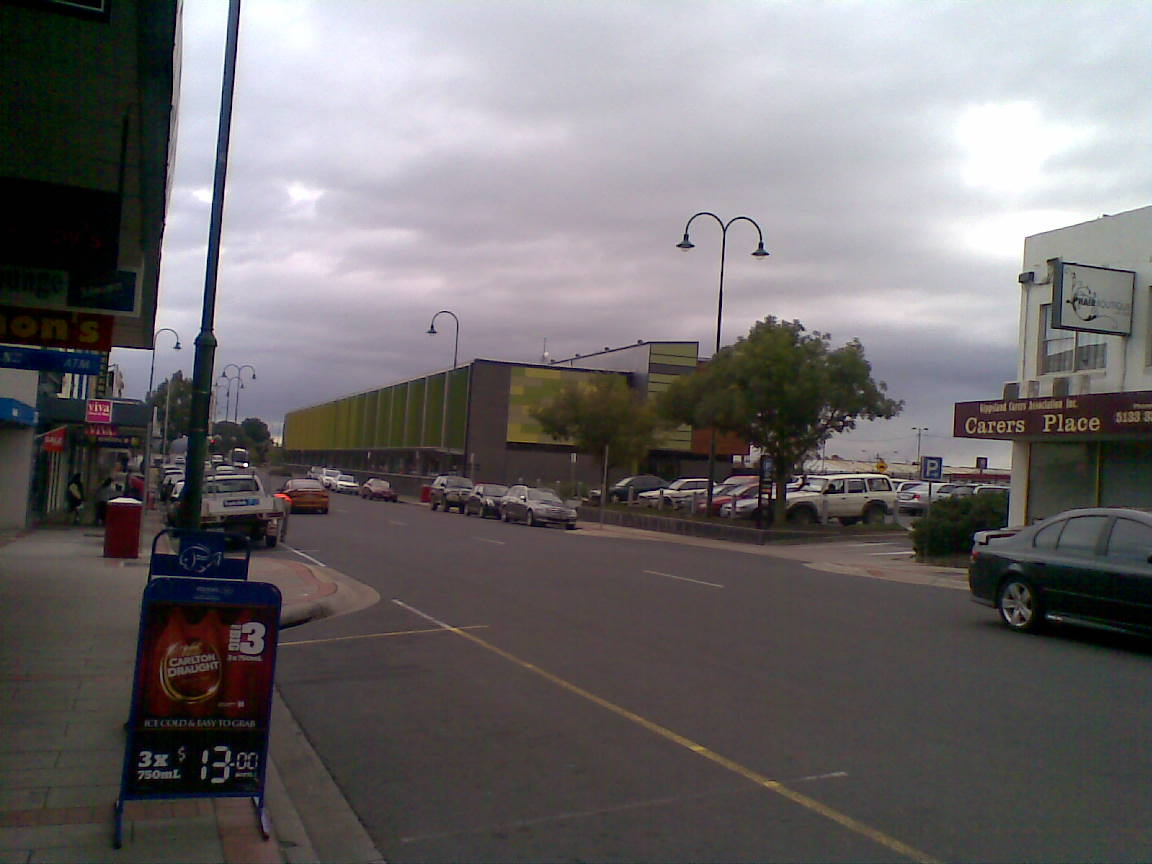
Rue commerciale et principale de Morwell

Les premiers habitants de la région étaient les aborigènes Gunai. Les premiers européens sont arrivés dans les années 1840 venant de la région de Monaro en Nouvelle-Galles du Sud à la recherche de patures pour leurs troupeaux.
En 1873, le gouvernement décida la construction d'une ligne de chemin de fer entre Melbourne et Sale ce qui permit le développement de Morwell.
En 1888 commença l'exploitation du charbon trouvé dans la région et en 1920 fut mise en service la centrale électrique de Yallourn.
Dans les années 1983 et 1984 un projet de transformation du lignite en produits pétroliers vit le jour avec l'aide du gouvernement japonais qui investit un milliard de dollars pour la construction d'un pilote mais la privatisation de la société d'Électricité de l'état entraina l'arrêt du projet et la perte de nombreux emplois dans la région.
La ville a abrité de 1951 à 1997 une « prison ouverte ».
Les habitants de cette localité ont ressenti le tremblement de terre de magnitude 5,2 à 5,4 avec des répliques à 3,1, qui secoua le Victoria le 19 juin 2012,.
En février 2014, un incendie a ravagé la mine de charbon d'Hazelwood et a duré 45 jours. L'incendie a mobilisé 7 000 pompiers et couté 18 millions de dollars australiens. De nombreuses personnes ont été intoxiquées par le monoxyde de carbone. La société française Engie, propriétaire de la mine, a été mise en cause pour négligence.
En 2016, la centrale électrique d'Hazelwood a la réputation d'être la plus polluante au monde avec l'émission de 55 millions de tonnes de CO2 par an.